# Peter Skov-Jakobsen
Peter Henrik Skov-Jakobsen (født 22. februar 1959 i Korup) er en dansk cand.theol., der siden 2009 har været den 6. biskop over Københavns Stift.

## Karriere

### Uddannelse
Skov-Jakobsen blev student fra Sct. Knuds Gymnasium i Odense i 1979, der blev fulgt op af 2 års studier i tysk. I 1992 afsluttede Skov-Jakobsen en Master of Arts på Theological Understanding of Industrial Society ved University of Hull. Dette skete samtidig med, at han gik på teologistudiet ved Københavns Universitet. I juli 1993 blev studiet afsluttet, og Peter Skov-Jakobsen kunne kalde sig cand.theol.

### Præst
Peter Skov-Jakobsen arbejdede fra oktober 1988 til august 1993 som assistent ved sømandskirken i den engelske by Hull. Efter den afsluttede teologiske eksamen blev Skov-Jakobsen ordineret som sømandspræst i den engelske kirke. Her var han indtil december 1997. Skov-Jakobsen blev i januar 1998 indsat som sogne- og orlogspræst ved Holmens Kirke i København.
Samtidig med præstegerningen blev Skov-Jakobsen i 2000 underviser ved Det Kongelige Teaters læseskole, og i 2002 tiltrådte han som timelærer ved Søværnets Officersskole. I 2003 blev han Københavns biskop Erik Norman Svendsens teologiske rådgiver ved Folkekirkens Infocenter. I perioderne 2001/02 og 2008/09 var Peter Skov-Jakobsen udsendt som orlogspræst i internationale militære operationer.

### Biskop
Da der skulle findes en efterfølger for siddende biskop for Københavns Stift, Erik Norman Svendsen, som i 2009 skulle gå på pension, valgte Peter Skov-Jakobsen at opstille ved bispevalget som én af seks kandidater. Han tabte første valgrunde til generalsekretær i Kirkefondet Kaj Bollmann, der fik 257 stemmer mod Skov-Jakobsens 214 og sognepræst Anders B. Gadegaard med 206. Ved 2. valgrunde, hvor kun Skov-Jakobsen og Bollmann var med, fik Skov-Jakobsen 608 stemmer mod Kaj Bollmanns 353 stemmer. I alt var 1147 personer stemmeberettiget ved valget. Den 31. august 2009 blev han i Vor Frue Kirke i København indsat som Københavns Stifts 6. biskop siden stiftets oprettelse i 1922. 1. januar 2010 blev han Ridder af Dannebrog.